# Spigot Peak
Spigot Peak är en bergstopp i Antarktis. Den ligger i Västantarktis. Argentina, Chile och Storbritannien gör anspråk på området. Toppen på Spigot Peak är 285 meter över havet.
Terrängen runt Spigot Peak är varierad. Havet är nära Spigot Peak åt nordväst. Trakten är obefolkad. Det finns inga samhällen i närheten.